# Stormbreaker
Stormbreaker ist der Titel eines im Sommer 2005 produzierten Agentenfilms, dessen Drehbuch den Roman Stormbreaker der Alex-Rider-Serie von Anthony Horowitz adaptierte.

## Handlung
Alex Rider ist ein vierzehnjähriger normaler Jugendlicher, wenn man davon absieht, dass sein Onkel Ian schon immer dafür gesorgt hat, dass er nicht nur körperlich sehr fit ist, sondern auch verschiedene Sprachen fließend spricht. Alex hat sich nie allzu große Gedanken darüber gemacht, sondern es einfach als sein Glück aufgefasst, dass Ian Rider ihn nach dem Tod seiner Eltern aufgenommen hat. Da Alex’ Onkel häufig auf Geschäftsreisen ist, kümmert sich um den Haushalt eine junge Amerikanerin namens Jack, die Alex sehr ins Herz geschlossen hat.
Sie ist auch für Alex da, als eines Nachts die Nachricht kommt, dass Ian bei einem Autounfall ums Leben gekommen ist. Alex ist unglaublich traurig darüber, kann sich aber nicht vorstellen, dass ein Lastwagen die Schuld am Tod seines sonst sehr vorsichtigen Onkels tragen soll. Deshalb macht er sich auf die Suche nach der Wahrheit. Während Alex auf der Beerdigung Abschied von Onkel Ian nimmt und dort den Chef seines Onkels, einen Mr. Blunt und dessen Assistenten kennenlernt, wird Ians Arbeitszimmer ausgeräumt. Dieses Arbeitszimmer durfte Alex auch in Anwesenheit seines Onkels niemals betreten. Alex kommt gerade noch zurecht, um einen Transporter zu verfolgen, der Ians Sachen zu einem Schrottplatz transportiert. Dort entdeckt er auch Ians Auto. Dieses ist offensichtlich nicht in einen Unfall verwickelt worden, sondern in eine Schießerei, denn es ist mit Einschusslöchern übersät. Alex setzt sich in das Auto, um es zu untersuchen, als dieses von einem Kran erfasst wird, um es in die Schrottpresse zu hieven. Im letzten Augenblick entdeckt Alex den Knopf für den Schleudersitz, mit dem er sich aus dem Auto retten kann. Es beginnt eine Verfolgungsjagd auf dem Schrottplatz, bei der auf Alex geschossen wird, doch er kann entkommen.
Spätestens jetzt ist ihm klar, dass keineswegs alles mit rechten Dingen zugeht. Bevor er jedoch weiter eigenmächtig nach der Wahrheit suchen kann, wird Alex von der Bank, bei der sein Onkel beschäftigt war, zu einem Gespräch eingeladen. Im Bahnhof Liverpool Street in London erkennt er den Assistenten von Mr. Blunt, der in einer Fotokabine auf dem Bahnhof verschwindet, aber nicht wieder auftaucht. Alex betritt ebenfalls die Fotokabine und erreicht von dort aus über Geheimgänge das Hauptquartier des MI6. Nun erfährt er die Wahrheit: Sein Onkel Ian war kein Banker, sondern ein Geheimagent, unterwegs für den MI6. Bei seines letzten Auftrags wurde er von Yassen Gregorovich, einem brutalen Killer getötet. Alan Blunt will Alex überreden, aufgrund seiner guten Ausbildung den Platz Ians einzunehmen und den brisanten Fall weiterzuverfolgen, an dem Ian gescheitert war. Alex lehnt ab, doch Blunt lässt nicht locker. Er eröffnet Alex, dass sich Jack als Amerikanerin ohne gültiges Visum in London befindet und demnächst des Landes verwiesen werden könnte.
Alex ist von den Ereignissen und dieser Erpressung regelrecht überrumpelt und kann nichts anderes tun, als zuzustimmen, um Jack nicht zu verlieren. Daraufhin wird ihr ein unbefristetes Visum ausgestellt.
Auf Alex wartet ein höllisches Bootcamp. Der militärische Drill bringt ihn an den Rand seiner Leistungsfähigkeit. Doch Alex setzt sich nicht nur im Training, sondern auch in Auseinandersetzungen mit seinen Kameraden durch, die ihn anfangs wegen seines jugendlichen Alters nicht ernst nehmen. Am zwölften Tag der militärischen Ausbildung werden Alex und seine Truppe bei einer Nachtübung gefangen genommen. Alex findet jedoch eine Möglichkeit zu fliehen. Er ist der einzige, der schlank genug ist, durch den schmalen Schornstein ins Freie zu kriechen. Danach setzt er die Wachmannschaft außer Gefecht. Blunt ordnet an, dass Alex das Camp verlassen darf, er hat sich bewährt und die Achtung seiner Kameraden verdient.
Nun wird Alex in seine Aufgabe eingeweiht. Sein Onkel Ian hatte in Cornwall die Aktivitäten von Darrius Sayle ausspioniert, der in einer aufgelassenen Zinnmine an einem neuartigen Computer arbeitet. Diese Computergeneration, genannt Stormbreaker, soll demnächst allen Schülern im Vereinigten Königreich gratis zur Verfügung gestellt werden. Alan Blunt und seine Assistentin Mrs. Jones sind jedoch misstrauisch. Denn sie verdächtigen Gregorovich, den Mörder Ians, im Auftrag Sayles gehandelt zu haben. Alex soll auf den Spuren seines Onkels auf Sayle angesetzt werden, um dessen wahre Pläne herauszufinden. Dazu soll Alex die Identität von Kevin Black annehmen, einem jungen Computerfreak, der einen Preis gewonnen hat und von Sayle eingeladen wurde, als Erster den Stormbreaker zu testen.
Doch bevor seine Mission beginnt, bekommt Alex von Mr. Smithers, einem Entwickler des MI6, der sich als Spielzeughersteller tarnt, einige Gadgets, darunter eine als Jo-Jo getarnte Seilwinde und eine Paste, die jedes Metall auflösen kann. Eine Spielkonsole dient je nach aufgestecktem Spielemodul sowohl als Scanner, der Mauern durchdringen und Gespräche abhören kann, als auch als Überwachungskamera und Transmitter und kann sogar als Rauchbombe eingesetzt werden. Sollten diese Eigenschaften nicht gebraucht werden, kann man auf der Konsole aber auch ganz normal Mario Kart spielen.
Derart ausgerüstet trifft Alex, alias „Kevin“, Nadia Vole, die PR-Assistentin von Mr. Sayle. Diese bringt den Jungen vorbei an aufgelassenen, aber gut bewachten Zinnminen in ein kleines Fischerdorf in Cornwall, wo das Anwesen des Milliardärs liegt. Wenig später steht er Darrius Sayle persönlich gegenüber. In dem luxuriösen Empfangsraum steht ein riesiges Aquarium, das eine Portugiesische Galeere beherbergt, eine Qualle, die zwar zu 99 Prozent aus Wasser besteht, aber extrem giftig ist. Als Alex mit Sayle zu Abend isst, stiehlt die misstrauische Vole Alex’ Telefon und ermittelt über die SIM-Karte Alex wahre Identität. Nachdem seine Tarnung aufgeflogen ist, versucht Alex zu fliehen, wird aber gefangen genommen, und Sayle eröffnet seine wahren Gründe für Stormbreaker – jedes System enthält einen modifizierten Stamm des Pockenvirus, der bei Aktivierung in der Stormbreaker-Version alle Schulkinder des Landes töten wird. Vole lässt Alex in das Aquarium mit der Qualle fallen, damit sie ihn tötet, aber er entkommt, indem er die metallzersetzende Paste einsetzt. Alex gelangt mit einem Mil Mi-8-Hubschrauber bis nach London und springt dort mit dem Fallschirm ab. Er landet gerade, als der Premierminister den Knopf drücken will, der die Computer aktiviert. Alex schießt mit einem Gewehr auf den Knopf und zerstört ihn. Sayles Plan ist damit ruiniert. Doch er hat einen Notfallplan und Alex verfolgt Sayle zu Pferd durch die Straßen Londons. Fünfzig Stockwerke hoch, auf einem von Sayles Wolkenkratzern, erreicht Alex ihn und zerstört den Ersatzsender. Sayle stößt Alex vom Dach und lässt ihn an einem gelösten Kabel hängen. Unerwartet kommt Gregorovich in einem Helikopter und erschießt Sayle (genau wie Ian), bevor er Alex rettet. Gregorovich erklärt Alex, dass Sayle für seine Arbeitgeber entbehrlich geworden sei und dass Alex ihn vergessen sollte.
Alex kehrt zur Schule zurück und hofft, dass so ein Abenteuer nie wieder passieren wird. Der Film endet damit, dass jemand Alex aus der Ferne beobachtet. Er bemerkt es und erkennt, dass es wohl nicht das Ende ist.

## Hintergrund
Um den Schauspieler, der Alex Rider verkörpert, zu finden, wurden über 500 Jungen gecastet. Da er in den Romanen von Anthony Horowitz stets als ein physisch sehr aktiver Jugendlicher beschrieben wird, der unter anderem Bergsteigen und Kampfsportarten beherrscht, war das Casting eine Herausforderung, die der zu diesem Zeitpunkt 15-jährige Alex Pettyfer mit Erfolg für sich behaupten konnte.
Gedreht wurde der Film zum größten Teil in London. Aber auch auf der Isle of Man wurden Schauplätze gefunden. Das Budget betrug 25 Millionen Pfund, also umgerechnet 40 Millionen Euro.
Ursprünglich war geplant, alle weiteren Romane der Alex-Rider-Serie zu verfilmen. Da Stormbreaker an den Kinokassen jedoch weit hinter den Erwartungen zurückblieb (der Film spielte in den USA am Eröffnungswochenende nur etwa 215.000 Dollar ein), wurde die Produktion des ursprünglich bereits für 2008 angedachten zweiten Teils Gemini-Project nicht realisiert.

## Trivia
Zahlreiche Anspielungen und Filmzitate verweisen auf bekannte Filmszenen.
Die Szene auf dem Bahnhof Liverpool Street erinnert an Harry Potters Durchgang durch das magische Portal auf dem Bahnhof King’s Cross. Im Dialog mit Jack Starbright erklärt Alex mürrisch, dass es sich hier nicht um die Abfahrt mit dem Hogwarts-Express handle.
Die Visage von Mr. Grin ist der des Jokers in den Batman-Filmen nachempfunden.
Im Finale des Filmes ergibt sich eine Szene, in der sich Alex gegenüber einem Asiaten mit einer Melone beweisen muss. Dieser Asiate ähnelt Goldfingers Diener im gleichnamigen James-Bond-Film.
Auch das Auto Ian Riders spielt mit seinem Schleudersitz auf James Bonds Aston Martin an. Mr. Smithers, der Alex verschiedene Gadgets für seinen Auftrag mitgibt, erinnert an Q, den Quartiermeister aus der fiktiven Forschungs- und Entwicklungsabteilung des britischen Geheimdienstes, der James Bond für jeden Auftrag mit neuen Ausrüstungsgegenständen versorgt.

## Synchronisation
Die Synchronsprecher für die deutsche Fassung sind.
| - Alex Rider: Roman Wolko - Sabina Pleasure: Farina Brock - Premierminister: Hartmut Neugebauer - Smithers: Claus Brockmeyer - Yassen Gregorovich: Tobias Lelle - Ian Rider: Philipp Moog - Alan Blunt: Reinhard Glemnitz | - Mrs. Jones: Sandra Schwittau - Nadia Vole: Claudia Lössl - Darrius Sayle: Joachim Tennstedt - Mr. Grin: Kai Taschner - Jack Starbright: Solveig Duda - Wolf: Stefan Günther |

## Kritiken
Bei Moviesection vergibt Thomas Ays vier von fünf möglichen Sternen und meint: „Insgesamt gesehen ist ‚Stormbreaker‘ eine runde Sache und eine gelungene Umsetzung der genialen Buchvorlage. Auch wenn einige Dinge hier ganz, ganz anders sind, bietet auch der Film, im Vergleich zum Buch, gute Spion-Unterhaltung à la ‚James Bond‘.“ Des Weiteren findet er lobende Worte für die Besetzung der Hauptrollen.
Kino.de schreibt: „Vergleiche mit ‚Spy Kids‘ – in den USA von den Weinsteins via Miramax ausgewertet – drängen sich auf, aber ‚Stormbreaker‘ ist spürbar älter und die Action moderner und ausgereifter – von der Güte der Besetzung gar nicht zu reden.“
Bei Zelluloid.de beurteilt man den Film als: „Ein für Action-Freunde beachtlicher Film, der auch mir recht gut gefallen hat, mit einer bravouren Besetzung und einer sehr hübschen Alicia Silverstone! Also – sehenswert.“